# Iztok Čop
Iztok Čop (Kranj, 17 giugno 1972) è un ex canottiere sloveno.
Ha partecipato a sei edizioni consecutive dei Giochi olimpici estivi (da  a Londra 2012) ed è stato il portabandiera della Slovenia in occasione di Sydney 2000. Ha vinto 4 medaglie, l'oro nel due di coppia a Sydney 2000, l'argento nel due di coppia a Atene 2004, il bronzo nel due senza a Barcellona 1992 e nel due di coppia a Londra 2012. Vanta quattro titoli iridati.

## Palmarès

### Olimpiadi
- 4 medaglie:
  - 1 oro (Sydney 2000 nel due di coppia)
  - 1 argento (Atene 2004 nel due di coppia)
  - 2 bronzi (Barcellona 1992 nel due senza; Londra 2012 nel due di coppia)

### Mondiali
- 12 medaglie:
  - 4 ori (Tampere 1995 nel singolo; St. Catharines 1999 nel due di coppia; Gifu 2005 nel due di coppia; Monaco di Baviera 2007 nel due di coppia)
  - 5 argenti (Vienna 1991 nel due senza[1]; Lucerna 2001 nel singolo; Siviglia 2002 nel singolo; Gifu 2005 nel quattro di coppia; Eton 2006 nel due di coppia)
  - 3 bronzi (Račice 1993 nel due senza; Indianapolis 1994 nel singolo; Milano 2003 nel singolo)

## Giochi del Mediterraneo
- Gochi del Mediterraneo

Linguadoca-Rossiglione 1993: argento nei 2 senza;
Bari 1997: oro nel singolo;